# Леско (город)
Леско (пол. Lesko, укр. Лісько) — город в Польше, входит в Подкарпатское воеводство, Лесковский повят. Имеет статус городско-сельской гмины. Занимает площадь 15,09 км². Население — 5700 человек (на 2008 год).

## История

### В Польской Республике
С 23 декабря 1920 года до 4 декабря 1939 года в Львовском воеводстве Польской Республики. Центр Лисковского земского уезда.
В 1931 году изменено название населённого пункта на Леско. Соответственно уезд стал называться Лесковский земский уезд.
1 сентября 1939 года германские войска напали на Польскую Республику, началась Германо-польская война 1939 года.
17 сентября 1939 года Красная Армия Советского Союза вступила на территорию восточной Польши — Западной Украины, и 28 сентября 1939 года был подписан Договор о дружбе и границе между СССР и Германией.
27 октября 1939 года установлена Советская власть.

### В Советском Союзе
C 14 ноября 1939 года — в составе Украинской Советской Социалистической Республики Союза Советских Социалистических Республик.
В результате польского похода РККА 14 ноября 1939 года вошёл в состав Украинской ССР Союза Советских Социалистических Республик
4 декабря 1939 года стал центром Лесковского уезда (с другими органами управления; в новых границах) Дрогобычской области (Указ Президиума Верховного совета СССР от 4 декабря 1939 года).
17 января 1940 года стал центром Лесковского района Дрогобычской области (Указ Президиума Верховного совета СССР от 17 января 1940 года). 
В марте 1945 года город и район были возвращены в состав Польши.

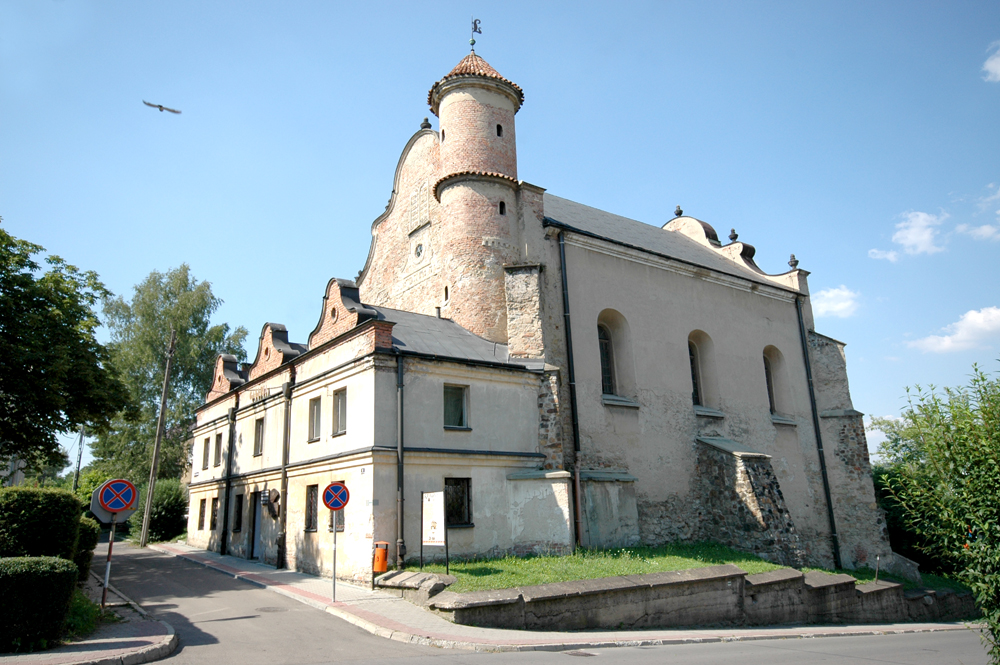
Синагога Леско (1626)